# ساد خلقي
الساد الخلقي (بالإنجليزية: Congenital cataract) يشير إلى إعتام العدسة الموجود عند الولادة. تتراوح شدة الساد الخلقي ضمن مجال واسع: في حين أن بعض عتامات العدسة لا تتطور وتكون غير مهمة بصريًا، يمكن أن يؤدي البعض الآخر إلى إعاقة بصرية شديدة.
قد يكون الساد الخلقي أحادي الجانب أو ثنائي الجانب. يمكن تصنيفه مورفولوجيًا، أو حسب السبب الوراثي المفترض أو المحدد، أو حسب وجود اضطرابات استقلابية معينة، أو تشوهات العين المرافقة أو الموجودات الجهازية.
يحدث الساد الخلقي ضمن مجموعة متنوعة من الأشكال المورفولوجية، بما في ذلك الأشكال الصفيحية، والقطبية، والخيطية، والتاجية، والسيرولينية، والنووية، والمحفظية، والكاملة، والغشائية.

## السبب
بشكل عام، نحو ثلث حالات الساد الخلقي تكون أحد مكونات متلازمة ما أو مرض أكثر انتشارًا (على سبيل المثال، الساد الناتج عن متلازمة الحصبة الألمانية الخلقية)، وثلث يحدث كسمة موروثة معزولة، وثلث ناتج عن أسباب غير محددة. تميل الأمراض الاستقلابية إلى الارتباط بشكل أكثر شيوعًا بالساد الثنائي الجانب.
| أسباب استقلابية ووراثية | أسباب إنتانية | أسباب تشوهية                                                                                  | سموم                      |
| متلازمة داون متلازمة هاليرمان-سترايف متلازمة لوي غالاكتوزيميا متلازمة كوكاين متلازمة مارفان متلازمة باتو نقص سكر الدم متلازمة ألبورت حثل التأتر العضلي مرض فابري قصور جارات الدرقية متلازمة كونرادي هونرمان سلس الصباغ | داء المقوسات أخرى (فيروس كوكساكي، السفلس، جدري الماء، فيروس HIV، فيروس B19) الروبيلا فيروس CMV الهربس (HSV-1, HSV-2) | غياب القزحية عسر تصنع قطعة العين الأمامية الجملة الوعائية الجنينية المستديمة العدسة المخروطية | الكورتيكوستيروئيدات إشعاع |

## التشخيص
يجب أن يخضع جميع الأطفال حديثي الولادة لفحوصات عين مسحية، بما في ذلك تقييم المنعكس الأحمر.
من الأفضل إجراء اختبار المنعكس الأحمر في غرفة مظلمة ويتضمن تسليط منظار العين المباشر الساطع في كلتا العينين بشكل متزامن من مسافة 1 إلى 2 قدم. يمكن استخدام هذا الاختبار لمسح العين الروتيني من قبل الممرضات وأطباء الأطفال وممارسي طب الأسرة وأطباء العيون.
يُعد تنظير الشبكية من خلال حدقة العين غير المتوسعة مفيدًا في تقييم الخطورة البصرية المحتملة لعتامة العدسة المحورية لدى الطفل الذي لا يستطيع الكلام بعد. يمكن اعتبار أي عتامة مركزية أو تشوه قشري محيطي أكبر من 3 مم ينطوي على أهمية بصرية.
الفحوص المخبرية: على عكس الساد أحادي الجانب، قد يترافق الساد الخلقي الثنائي الجانب مع العديد من الأمراض الجهازية والاستقلابية. يتضمن التقييم المخبري الأساسي للساد الثنائي الجانب مجهول السبب لدى الأطفال الأصحاء ظاهريًا:
- فحص البول لتحري المواد المختزلة، الجالاكتوز-1-فوسفات يوريديل ترانسفيراز، غالاكتوكيناز، والأحماض الأمينية.
- الأمراض الإنتانية: TORCH والعيار الحجمي لفيروس جدري الماء (الفاريسيلا) واختبار VDRL
- كالسيوم وفوسفور وغلوكوز وفيريتين المصل.